# Шолин, Петер
Петер Шолин (словац. Peter Šolin; 15 июля 1946, Братислава — 4 декабря 2017, Братислава) — чехословацкий футболист, защитник.

## Биография
Воспитанник братиславского клуба «Червена Гвезда». В 1964 году находился в составе братиславского «Слована», выступавшего в высшем дивизионе, затем был призван на военную службу, в этот период выступал за клубы «Дукла» (Прага) и «Дукла» (Хеб).
В 1967 году вернулся в Братиславу и присоединился к «Интеру», за эту команду выступал следующие восемь сезонов. В высшем дивизионе Чехословакии сыграл 109 матчей и забил 3 гола. В сезоне 1972/73 со своим клубом стал победителем второго дивизиона.
Выступал за юношескую сборную Чехословакии (до 17 лет), также сыграл один матч за молодёжную сборную.
Скончался 4 декабря 2017 года в Братиславе в возрасте 71 год.